# Човекът-куче (филм, 2006)
„Човекът-куче“ (на английски: The Shaggy Dog) е американска семейна фентъзи комедия от 2006 г. на режисьора Браян Робинс, по сценарий на Джоф Родки, Джак Еймъл, Майкъл Бъглър, Кормак и Мариан Уибърли. Филмът е римейк на едноименния филм от 1959 г. от Чарлс Бартън и е базиран на романа „The Hound of Florence“, написан от Феликс Залтен през 1923 г. Във филма участват Тим Алън, Робърт Дауни Джуниър, Кристин Дейвис, Дани Глоувър, Спенсър Бреслин и Филип Бейкър Хол. Премиерата на филма е на 10 март 2006 г. от „Уолт Дисни Пикчърс“.